# Escut de Lladorre

Escut oficial de Lladorre

L'escut oficial de Lladorre té el següent blasonament:
Escut caironat: de sinople, un lledoner d'argent acompanyat d'una espasa d'or en pal a la destra i de 3 palles d'or en banda a la sinistra del tronc. Per timbre, una corona mural de poble.
Heràldicament és un escut de gules, un lledoner d'or.

## Història
Va ser aprovat el 31 de març de 1989 i publicat en el DOGC el 24 d'abril del mateix any amb el número 1135. El lledoner és un senyal parlant al·lusiu al nom de la localitat. A banda i banda hi ha l'atribut del patró de la vila, l'espasa de sant Martí, i les tres palles d'or provinents de les armes parlants dels comtes de Pallars Sobirà, ja que la vila pertanyia a aquest comtat.

## Escut antic

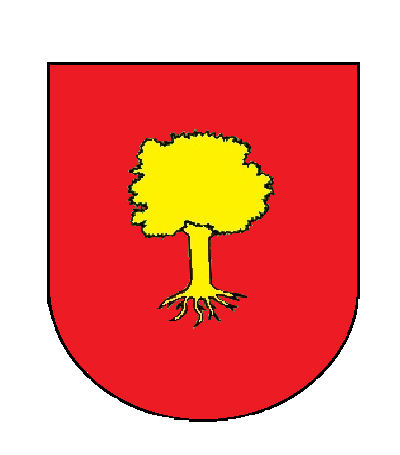
Escut antic de Lladorre

Antic escut municipal de Lladorre, a la comarca del Pallars Sobirà. Perdé vigència en entrar en vigor la normativa catalana sobre els símbols oficials. L'escut antic no s'hi adaptava i, per tant, deixà de tenir validesa oficial.
El 31 de març del 1989 s'aprovà l'escut actual, adaptat a la normativa catalana vigent de símbols oficials.